# Cathelyne Strubbe
Cathelyne Strubbe (Meteren, 1579 - Hondschote, 27 mei 1660) was een slachtoffer van de heksenvervolging in Europa. Haar proces begon in 1659 voor de vierschaar van Meteren en werd, nadat Cathelyne naar Hondschote was gevlucht, daar vanaf 9 april 1660 verdergezet. Zij overleed tijdens een urenlange foltering met de halsband.

## Familiesteun
De 80-jarige Cathelyne Strubbe, de weduwe van Jacques de Bevere, woonde in Meteren bij een van haar kinderen. Zij verkocht een tijdlang allerlei soorten granen. Zij sloeg op de vlucht toen zij vernam dat Jacques van de Walle, de baljuw van Meteren, tegen haar een gerechtelijk vooronderzoek wegens hekserij begonnen was. Haar schoonzoon, Jan Weemis, bracht haar naar Hondschote waar ze zich tevergeefs op een zolder verstopte. Ze werd er aangehouden op 9 april 1660.
Tijdens haar proces kon Cathlyne rekenen op de steun van haar drie zonen (Jacques, Anthoine en Collaert) en van haar dochter, die allen in de omgeving van Belle woonden.

## Foltering
Op bevel van de schepenen van Hondschote werd Cathelyne Strubbe op 25 mei 1660 op duivelsmerken onderzocht. De beul, Jan Noorman, vond op haar rechterschouder een teken 'ter grootte van een neghenmanneke'. Hij doorprikte de vlek met een speld 'die er tot aan de kop instak'. Cathelyne voelde niets en er kwam ook geen bloed uit. Volgens de beul was de vlek dan ook 'het ordinaire teecken van den duyvel daer alle toveressen, met hem compact maekende, ordinairlick medegheteeckent worden'. Cathelyne verklaarde van geen duivel te weten.
Op 26 mei, om halfeen 's morgens, stak de beul haar dan maar in de halsband. Zonder onderbreking bleef Cathelyne daar 31 uur in zitten terwijl haar handen en voeten waren opgespannen. De beul sloeg tussendoor op de koorden om de pijn te vergroten. Intussen werd Cathelyne belezen door twee paters Recolletten.
De beul voerde nogmaals de prikproef uit. Cathelyne kreunde herhaaldelijk en smeekte om erbarmen. Op 27 mei 1660 om halfacht slingerde haar hoofd plots heen en weer. Zij werd uit de halsband losgemaakt. Dokters stelden later vast dat haar nek was gebroken. Volgens de beul had de duivel dat gedaan.
Na Cathelynes dood deden haar kinderen al het mogelijke om haar op het kerkhof te kunnen begraven. Zij klaagden haar folterdood aan bij de Raad van Vlaanderen en kregen de toestemming om Cathelyne in gewijde grond te begraven nadat ze de proceskosten hadden betaald.